# باد لاوتربرغ
باد لواتربرغ در هارز (بالألمانية: Bad Lauterberg) هي بلدة ألمانية تقع في ألمانيا في Osterode.

## أعلام
- تينو شميت